# Prenolepis

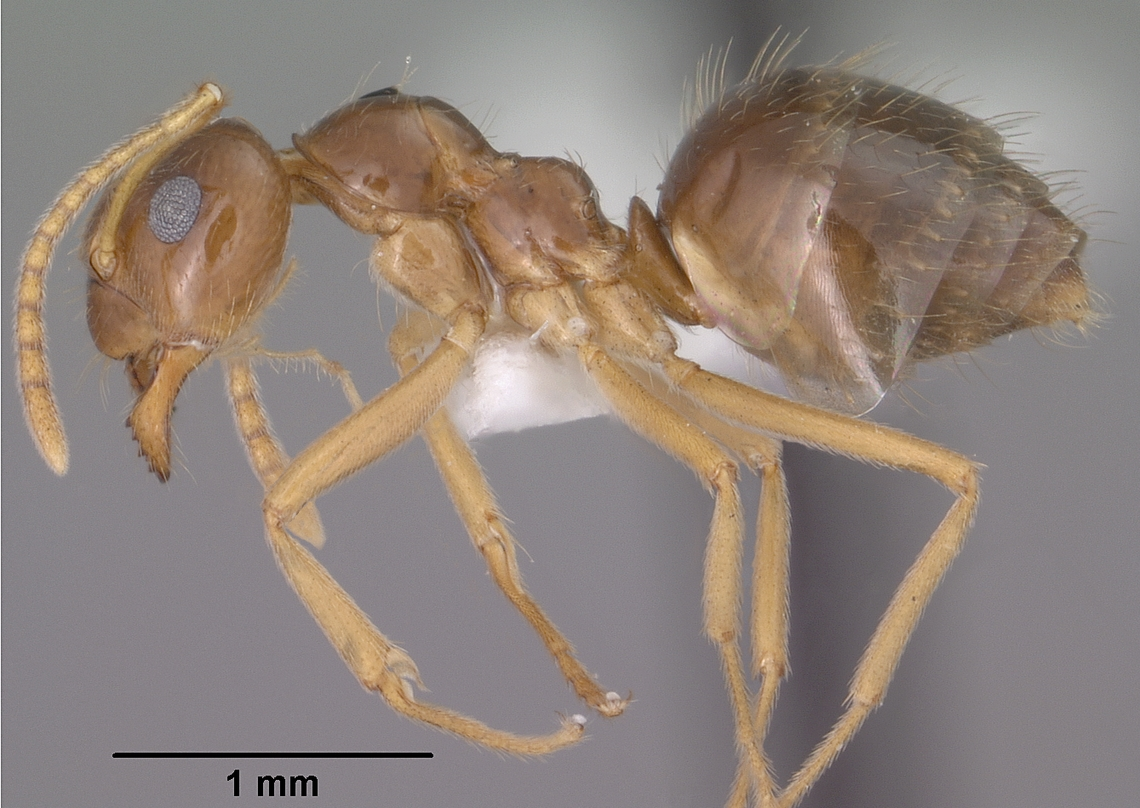
Муравей Prenolepis imparis

Prenolepis (лат.) — род муравьёв подсемейства формицины (Formicinae, Plagiolepidini). Около 20 видов. Евразия (большинство видов, половина в Китае) и Северная Америка (2 вида и несколько подвидов неясного статуса)
.

## Описание
Мелкие земляные муравьи коричневого цвета, длина от 2,4 до 4,9 мм. Заднегрудка округлая без проподеальных шипиков. Усики длинные, у самок и рабочих 12-члениковые (у самцов усики состоят из 13 сегментов). Жвалы рабочих с 6—7 зубцами. Нижнечелюстные щупики 6-члениковые, нижнегубные щупики состоят из 4 сегментов. Голени средних и задних ног с апикальными шпорами. Стебелёк между грудкой и брюшком состоит из одного сегмента (петиоль). Известен один ископаемый вид (Prenolepis henschei  Mayr, 1868) из эоцена Европы (Балтийский янтарь).

## Классификация
19 видов. Выделены следующие группы близких по морфологии видов: P. nepalensis сходен с P. darlena, P. fisheri и P. fustinoda; P. lakekamu сходен с P. jacobsoni, P. jerdoni и P. subopaca; P. dugasi сходен с P. melanogaster. Таксон Prenolepis включён в кладу Prenolepis genus-group, которая включает 6 других родов: Euprenolepis, Nylanderia, Paraparatrechina, Paratrechina, Pseudolasius и Zatania.
- Prenolepis angularis Zhou, 2001
- Prenolepis cyclopia Chen & Zhou, 2018 — Китай[14]
- Prenolepis darlena Williams & LaPolla, 2016[5]
- Prenolepis dugasi  Forel (Nylanderia) — Вьетнам
- Prenolepis fisheri Bharti & Wachkoo, 2012 — Индия[15]
- Prenolepis fustinoda Williams & LaPolla, 2016
  - = Prenolepis angulinoda Chen & Zhou, 2018[14]
- ?Prenolepis gibberosa Roger, 1863 — в 2012 году выделен в отдельный род Zatania[16]
- †Prenolepis henschei  Mayr, 1868
- Prenolepis imparis (Say, 1836) — США и Мексика
  - = P. imparis arizonica, P. imparis colimana, P. imparis coloradensis, P. imparis veracruzensis
- Prenolepis jacobsoni Crawley, 1923
- Prenolepis jerdoni Emery, 1893
- Prenolepis kohli Forel, 1916
- Prenolepis lakekamu Williams & Lapolla, 2018 — Папуа Новая Гвинея[7]
- Prenolepis mediops Williams & LaPolla, 2016[5]
- Prenolepis melanogaster Emery, 1893
  - = P. nigriflagella
- Prenolepis naoroji Forel, 1902
  - = Prenolepis longiventris Zhou, 2001
  - = Prenolepis magnocula Xu, 1995
- Prenolepis nepalensis Williams & Lapolla, 2018 — Непал[7]
- Prenolepis nigriflagella Xu, 1995
- Prenolepis nitens (Mayr, 1853) — Южная Европа (включая Грузию и Турцию)
- Prenolepis pygmaea Mayr, 1868
- Prenolepis quinquedenta Chen & Zhou, 2018 — Китай[14]
- Prenolepis shanialena Williams & LaPolla, 2016[5]
- Prenolepis striata Chen & Zhou, 2018 — Китай[14]
- Prenolepis subopaca Emery, 1900 — Индонезия

исключённые из Prenolepis и сходные виды
- Nylanderia acuminata
  - = Prenolepis acuminata Forel, 1911 — Мексика
- Nylanderia emmae
  - = Prenolepis emmae Forel, 1894
- Nylanderia flaviabdominis
  - = Paratrechina flaviabdominis
  - = Prenolepis sphingthoraxa  Zhou & Zheng, 1998
- Nylanderia guanyin
- Nylanderia opisopthalmia
  - = Prenolepis septemdenta  Wang, W. & Wu, 2007
- Paraparatrechina kongming
- Paratrechina umbra
  - = Prenolepis umbra  Zhou & Zheng, 1998
- Zatania darlingtoni